# Marcelo Miguel
Marcelo Miguel (nacido el 20 de agosto de 1975) es un exfutbolista brasileño que se desempeñaba como defensa.
Jugó para clubes como el Guarani, Shimizu S-Pulse, Portuguesa Desportos, Goiás, Paraguaçuense, Malutrom, Avaí, União y Mogi Mirim.

## Trayectoria

### Clubes
| Club                 | País     | Año         |
| -------------------- | -------- | ----------- |
| Guarani              | Brasil   | 1992 - 1995 |
| Shimizu S-Pulse      | Japón    | 1995 - 1996 |
| Portuguesa Desportos | Brasil   | 1996 - 1998 |
| Goiás                | Brasil   | 2000        |
| Paraguaçuense        | Brasil   | 2001        |
| Malutrom             | Brasil   | 2001 - 2002 |
| Avaí                 | Brasil   | 2003        |
| União                | Portugal | 2003 - 2004 |
| Mogi Mirim           | Brasil   | 2005        |